# Rząd Igora Matoviča
Rząd Igora Matoviča – koalicyjny gabinet rządzący Słowacją od 21 marca 2020 do 1 kwietnia 2021.
Gabinet zastąpił zdominowany przez partię SMER rząd Petera Pellegriniego. Powstał po wyborach z 29 lutego 2020, w których pierwsze miejsce zajęło ugrupowanie Zwyczajni Ludzie (OĽaNO). 4 marca 2020 prezydent Zuzana Čaputová desygnowała lidera tej formacji Igora Matoviča na stanowisko premiera. Wkrótce jego partia podpisała porozumienie o utworzeniu nowej centroprawicowej koalicji rządowej. Dołączyły do niej ugrupowania Jesteśmy Rodziną (Sme Rodina), Wolność i Solidarność (SaS) oraz Dla Ludzi (Za ľudí). Stronnictwa te zdobyły łącznie 95 miejsc w Radzie Narodowej, tj. o 5 więcej aniżeli większość konstytucyjna. 18 marca publicznie przedstawiono proponowany skład gabinetu. 21 marca liderzy partii koalicyjnych formalnie podpisali umowę. Tego samego dnia doszło do zaprzysiężenia członków rządu – w szczególnych warunkach wynikających z panującej pandemii COVID-19.
W marcu 2021 doszło do kryzysu koalicyjnego w związku z decyzją o zakupie rosyjskiej szczepionki przeciwko COVID-19 o nazwie Sputnik V. W jego trakcie sześciu członków rządu (w tym wszyscy przedstawiciele Wolności i Solidarności) podało się do dymisji. Do złożenia rezygnacji wezwała premiera m.in. prezydent Zuzana Čaputová. 28 marca Igor Matovič zadeklarował swoją rezygnację i jednocześnie poparcie dla Eduarda Hegera jako nowego premiera. Oficjalnie dymisję złożył 30 marca.
Gabinet urzędował do 1 kwietnia 2021, gdy zaprzysiężono członków rządu Eduarda Hegera.

## Skład rządu
| Ministerstwo                                                            | Minister                                          | Partia     |
| ----------------------------------------------------------------------- | ------------------------------------------------- | ---------- |
| Premier                                                                 | Igor Matovič                                      | OĽaNO      |
| Wicepremier ds. gospodarczych, minister gospodarki                      | Richard Sulík (do 23 marca 2021)                  | SaS        |
| Wicepremier ds. legislacji i planowania strategicznego                  | Štefan Holý                                       | Sme Rodina |
| Wicepremier, minister inwestycji, rozwoju regionalnego i informatyzacji | Veronika Remišová                                 | Za ľudí    |
| Wicepremier, minister finansów                                          | Eduard Heger                                      | OĽaNO      |
| Minister spraw wewnętrznych                                             | Roman Mikulec                                     | OĽaNO      |
| Minister zdrowia                                                        | Marek Krajčí (do 12 marca 2021)                   | OĽaNO      |
| Minister obrony                                                         | Jaroslav Naď                                      | OĽaNO      |
| Minister rolnictwa i rozwoju wsi                                        | Ján Mičovský                                      | OĽaNO      |
| Minister środowiska                                                     | Ján Budaj                                         | OĽaNO      |
| Minister kultury                                                        | Natália Milanová                                  | OĽaNO      |
| Minister transportu i budownictwa                                       | Andrej Doležal                                    | Sme Rodina |
| Minister pracy, spraw społecznych i rodziny                             | Milan Krajniak (do 17 marca 2021)                 | Sme Rodina |
| Minister spraw zagranicznych i europejskich                             | Ivan Korčok (od 8 kwietnia 2020 do 25 marca 2021) | SaS        |
| Minister edukacji, nauki, badań naukowych i sportu                      | Branislav Gröhling (do 25 marca 2021)             | SaS        |
| Minister sprawiedliwości                                                | Mária Kolíková (do 23 marca 2021)                 | Za ľudí    |